# Friedrich von Buz
Friedrich Buz, seit 1875 Ritter von Buz (* 14. Juni 1815 in München; † 30. Juli 1902 ebenda) war ein bayerischer General der Infanterie.

## Leben
Buz war der Sohn eines bayerischen Kriegskommissars. Nach dem Besuch des Kadettenkorps trat er am 6. August 1833 als Junker in das 1. Artillerie-Regiment der Bayerischen Armee ein und avancierte Ende Mai 1834 unter Versetzung in das 2. Artillerie-Regiment zum Unterleutnant. Ab Januar 1836 war er für zwei Jahre in der Ouvriers-Kompanie tätig, wurde anschließend zum 2. Artillerie-Regiment rückversetzt und ab März 1838 auf ein Jahr zur Ouvriers-Kompanie kommandiert. Am 27. April 1841 folgte seine Versetzung zur Pontonier-Kompanie und am 1. Februar 1844 zum Genie-Bataillon. Dort stieg Buz Mitte Oktober desselben Jahres zum Oberleutnant auf. Am 3. Juni 1849 wurde er als Kommandant der 5. Genie-Kompanie anlässlich der Niederschlagung des Pfälzischen Aufstandes und der Badischen Revolution zum mobilen westfränkischen Armeekorps beordert. Nach Beendigung dieses Einsatzes wurde Buz am 9. Oktober 1849 unter Beförderung zum Hauptmann I. Klasse in den Generalquartiermeisterstab nach München versetzt. Von dort wurde er Mitte November 1851 als zweiter Stabsoffizier zum Kadettenkorps kommandiert, rückte Ende Juni 1854 zum Major auf und erhielt am 1. Januar 1858 das Ritterkreuz I. Klasse des Verdienstordens vom Heiligen Michael.
Mit der Beförderung zum Oberstleutnant trat Buz Ende Februar 1858 im Genie-Regiment in den Truppendienst zurück, stieg zwei Monate später zum Regimentskommandeur auf und avancierte Ende Oktober 1861 zum Oberst. Während des Krieges gegen Preußen befand er sich als Feldgeniedirektor bei der mobilen Armee. Daran schloss sich vom 23. Juni 1866 bis zum 18. Juli 1867 eine Verwendung als Generalmajor und Gouverneur der Festung Landau an. Anschließend war er in gleicher Eigenschaft in Germersheim tätig. Im Krieg gegen Frankreich nahm er 1870/71 an der Beschießung von Bitsch teil und wurde am 11. März 1871 aufgrund seiner „hervorragenden Leistungen während des Krieges“ durch König Ludwig II. mit dem Großkomtur des Militärverdienstordens ausgezeichnet.
Ende des Monats avancierte Buz zum Generalleutnant und war vom 26. Januar bis zum 25. Juni 1873 Gouverneur von Ingolstadt. Anschließend wurde er zum Chef des Ingenieurkorps und Inspekteur der Festungen ernannt und in dieser Eigenschaft am 1. Januar 1875 mit dem Ritterkreuz des Verdienstordens der Bayerischen Krone ausgezeichnet. Damit verbunden war die Erhebung in den persönlichen Adelsstand und er durfte sich nach der Eintragung in die Adelsmatrikel am 6. April 1875 „Ritter von Buz“ nennen. Aus Anlass seines 50-jährigen Dienstjubiläums erhielt Buz am 14. Oktober 1882 das Ehrenkreuz Ludwigsordens, bevor er am 29. Oktober 1882 unter Verleihung des Charakters als General der Infanterie mit Pension zur Disposition gestellt wurde.